# 電影之神
《電影之神》（日语：／ Kinemanokamisama ?）是原田舞葉的小說。該書於2008年12月12日由文藝春秋出版，並於2011年5月10日製成單行本。2021年，山田洋次根據原著改編同名電影《電影之神》，由菅田將暉、永野芽郁等主演。
該劇於2018年上演，電影版於2021年上映。

## 概要
在東京綜合株式會社工作的圓山步身爲課長，由於公司內部的風波和突然的降職，從公司辭職。與此同時，父親圓山號因長年賭博而揹負多重債務，家人們也受到困擾，家庭陷入了無計可的狀況。爲了替父親還債，強制他戒賭，只允許他另一個愛好——看電影。自己也在找工作的過程中，父親對電影的興趣越來越濃厚，於是他半開玩笑地在電影雜誌《映友》的主頁上發表電影評論。以寫稿爲契機，人生發生了意想不到的變化。

## 人物
- 圓山鄉直

通稱“Gou”。故事開始時他79歲，禿頭引人注目，心臟手術後拄着柺杖。性格開朗，喜歡賭博，因此揹負了鉅額債務，給家人帶來了麻煩。他曾經是一名推銷員，經歷過無數次破產，後來在公寓管理員的工作上穩定下來。愛好是看電影，這也影響到了步。
- 圓山步

Gou的女兒。登場時39歲。雖然因爲從事城市開發的工作，晉升爲科長。因捲入公司內部抗爭而被迫離職。雖然對父親的照顧感到棘手，但是因爲父親意想不到的惡作劇，自己的命運發生了改變。
- 圓山淑子

Gou的妻子，步的母親。妻子淑子支撐着長年陪伴丈夫的阿號，同時從事公寓管理員的工作。
- 寺林新太郎

俗稱“特拉辛”。Gou最喜歡的電影院“Theatre Ginmon”的老闆。他頭髮花白、習慣戴著黑框眼鏡出去上班。他和Gou是很久的好朋友，比Gou大三歲。深知Gou不修邊幅的性格，多年來一直是摯友。

## 電影
該電影作為松竹電影公司成立100週年的紀念作品，於2021年8月6日上映。由山田洋次導演。 拍攝前他表示：“我想在擁有100年電影製作歷史的松竹舞台上，以壯觀的方式描繪出生活在這個時代的電影人的生活。”
另外，由於內容與原作和舞台版有很大不同，公開了基於電影版內容的“電影之神導演剪輯版”。

### 概要
原本定於2020年12月上映，由志村健、菅田將暉主演，但同年3月24日，志村感染新冠。同月26日，電影官方宣布他在電影中將不會出現（志村於同月29日突然去世）。 政府宣布進入緊急狀態後，拍攝暫停。
同年5月16日，宣布澤田研二將擔任志村的替補。
曾宣布將於2021年4月16日上映，但2021年2月12日又宣布因新型冠狀病毒傳播而再次推遲。

### 電影劇情
現在
圓山鄉直（老年-澤田研二飾）是一個78歲的老人，不僅喜歡喝酒，還經常賭馬，因此欠下了一大筆錢，讓家人不勝其煩。女兒圓山步（寺島忍飾）和母親圓山淑子（老年-宮本信子飾）不知不覺債台高築。鄉直在一個公園裡做掃地工，而淑子則在鄉直好友寺林的電影院中做保潔一職。2019年橄欖球世界杯舉辦期間，圓山步在公司接到電話，要求父親償還債務。步替父親償還了債務。不久後步離職，全家人的生活更加捉襟見肘。
後來，在步和淑子的強烈要求下，鄉直不得不交出了自己的存折。無法去賭場的他只好來到了自己的好朋友寺林新太郎（老年-小林稔侍飾）處。寺林開了間老式電影院，播放舊電影。此時電影院快要關門，寺林邀請鄉直看明天要上的影片。碩大的影院只剩下兩個人。鄉直看著影片中美麗的桂園子（北川景子飾），陷入了回憶。
上世紀中葉
上世紀的日本，電影業蓬勃發展。圓山鄉直（青年-菅田將暉飾）是東京松竹電影廠的一名副導演，在廠內人緣頗佳，桂圓子和他早已相識。淑子（青年-永野芽郁飾）則是電影廠附近的一家居酒屋的老闆的女兒，在店裡擔任服務員。由於與廠十分接近，因此電影廠的不少職工經常會去居酒屋打發時間。也因此，淑子與鄉直，桂圓子等劇組人員結識，後來，淑子與在試映室內工作的寺林（青年-野田洋次郎飾）。寺林喜歡上了淑子。一次居酒屋的會面中，鄉直向他們提出了一個想法，希望製作一部叫《電影之神》的電影，淑子等人都被鄉直的奇妙想法折服。寺林在鄉直的鼓勵下寫信表白，但淑子拒絕，並對鄉直表達了心意，二人也決心在一起。
後來，電影正式拍攝，鄉直正式擔任導演，但由於不滿不停干涉，他與副導演發生爭執，從3米高的高臺摔下，頭部受到傷害，電影拍攝因此終止。而鄉直也決心退出影視行業，回到家鄉。而淑子也不顧反對，決心與鄉直一起生活。
現在
外孫圓山勇太（前田旺志郎飾）在一次偶然的情況下，拿到了外祖父50年前的《電影之神》電影劇本，也被裡面的內容深深吸引，於是鼓勵外祖父參加木戶編劇獎。祖孫二人對內容不斷改善，最終完成劇本的現代化改編。結果，鄉直獲得了木戶獎最佳新人編劇獎。步也因此改變了對父親的看法。故事最後，在寺林的電影院中，鄉直看著熒幕中的園子，離開了這個世界……

### 演員
- 圓山鄉直（老年）  -澤田研二
- 圓山鄉直（青年）  -菅田將暉
- 圓山淑子（老年）  -宮本信子
- 圓山淑子（青年）  -永野芽郁
- 桂園子                    -北川景子
- 圓山步                    -寺島忍
- 寺林新太郎（青年）-野田洋次郎
- 寺林新太郎（老年）-小林稔侍

## 外部連結
- 文春文庫『キネマの神様』原田マハ｜文庫 （页面存档备份，存于） - 文藝春秋BOOKS
- 電影『電影之神』官方網站 （页面存档备份，存于）
- 電影之神的X（前Twitter）
- 電影之神的Instagram帳戶